# Aylmer Lake
Aylmer Lake är en sjö i territoriet Northwest Territories i Kanada. Aylmer Lake ligger 375 meter över havet. Arean är 847 kvadratkilometer. Sjön namngavs  1833 av George Back för att hedra Lord Aylmer, som var Kanadas generalguvernör 1830–1835.
Trakten runt Aylmer Lake är nära nog obefolkad, med mindre än två invånare per kvadratkilometer.  Trakten ingår i den boreala klimatzonen.